# پرکاری طحال
پرکاری طحال یا هیپراسپلنیزیم (Hypersplenism) به معنای فعالیت بیش از حد طبیعی طحال در تخریب گلبولهای قرمز است. این بیماری اغلب با بزرگ‌طحالی (Splenomegaly) همراه است. درصورتیکه کم خونی شدید باشد و با روشهای دیگر درمان موفق نباشد درمان اسپلنکتومی است.